# Baudonivia
Baudonivia ou Baudovinia (fl. c. 600) era uma freira e hagiógrafa no convento da Abadia da Santa Cruz de Poitiers. É a autora da "segunda parte" (na verdade, uma nova versão) de Vita Radegundis, uma biografia da rainhafrancarainha e fundadora da abadia da Santa Cruz, Radegunda, que escreveu em Chelles Abbey em algum momento entre 599 e 614.:324 Com a primeira metade tendo sido escrita por Venâncio Fortunato, ela considerava seu trabalho a segunda metade de um díptico. Sua caracterização de Radegunda como figura-mãe, pacificadora e promotora de um culto dinástico era um tema incomum na hagiografia da época.Sua caracterização de Radegunda como figura-mãe, pacificadora e promotora de um culto dinástico era um tema incomum na hagiografia da época.
Baseada no seu conhecimento pessoal de Radegunda, na biografia de Venâncioe em fontes hagiográficas, Baudonivia criou um retrato de uma mulher devota, mas politicamente esperta, que usava seu poder mundano para sustentar o mosteiro. Seu trabalho foi caracterizado como fiel ao quadro pintado por Venâncio, mas mais significativamente influenciado pela ideologia de Cesário de Arles, Regula Virginum com o objetivo claro de fornecer um modelo de santidade para as freiras de sua geração.:324-326 O trabalho está focado nos estágios posteriores da vida de Radegunda, quando Radegunda morava em uma cela perto de Poitiers.:324
Os estudiosos notaram as diferenças temáticas entre as biografias de Venâncio e Baudonivia: enquanto o primeiro se concentra na deferência de Radegunda à autoridade, o segundo destaca seu papel como diplomata e protetora de sua comunidade de freiras. Enquanto Venâncio relata a extensa automutilação realizada por Radegunda, Baudonivia discute sua redação de cartas, suas ações em nome da Igreja e dos indivíduos, sua viagem para coletar relíquias e, mais importante, seus esforços para obter um fragmento da Vera Cruz de Justino II, o imperador bizantino. O livro também inclui todos os milagres realizados por Radegunda.